# Cao Chương
Cao Chương là một xã thuộc huyện Trùng Khánh, tỉnh Cao Bằng, Việt Nam.

## Địa lý
Xã Cao Chương nằm ở phía tây nam huyện Trùng Khánh, có vị trí địa lý:
- Phía bắc giáp thị trấn Trà Lĩnh và xã Quang Hán
- Phía đông giáp huyện Quảng Hòa và xã Xuân Nội
- Phía nam giáp huyện Quảng Hòa
- Phía tây giáp xã Quang Vinh.

Xã Cao Chương có diện tích 28,51 km², dân số năm 2019 là 3.590 người, mật độ dân số đạt 125 người/km².
Trên địa bàn xã Cao Chương có núi lũng Thăn Hoi. Sông Trà Lĩnh chảy qua địa bàn trung tâm của xã theo chiều bắc - nam, ngoài ra, Cao Chương còn có suối Thâm Tủng và suối Khuổi Rì chảy trên địa bàn, Núi mắt thần (hay còn gọi là Tuyệt tình cốc). Cao Chương có tuyến quốc lộ 34 chạy qua địa bàn. Xã có di tích chùa Nà An.

## Lịch sử
Trước đây, xã Cao Chương thuộc huyện Trà Lĩnh.
Đến năm 2019, xã Cao Chương được chia thành 17 xóm: Đoỏng Giài, Khuổi Luông, Tổng Soóng, Lũng Hang, Phia Đeng, Pò Cọt, Bản Líp, Nà Rài, Đoỏng Vựt, Nà Ý, Đoỏng Có, Bản Pát 1, Bản Pát 2, Đoỏng Khẳm, Pò Luông, Nà Rỷ, Thang Sặp.
Ngày 9 tháng 9 năm 2019, Hội đồng Nhân dân tỉnh Cao Bằng ban hành Nghị quyết số 27/NQ-HĐND về việc:
- Sáp nhập hai xóm Bản Pát 1 và Bản Pát 2 thành xóm Bản Pát
- Sáp nhập hai xóm Pò Cọt và Bản Líp thành xóm Tài Nam 1
- Sáp nhập hai xóm Nà Rài và Đoỏng Vựt thành xóm Tài Nam 2
- Sáp nhập ba xóm Đoỏng Khẳm, Pò Luông, Nà Rỷ thành xóm Tân Lập
- Sáp nhập xóm Tổng Soóng vào xóm Khuổi Luông
- Sáp nhập xóm Đoỏng Có vào xóm Nà Ý
- Sáp nhập hai xóm Lũng Hang và Phia Đen thành xóm Sơn Lộ.

Ngày 1 tháng 3 năm 2020, huyện Trà Lĩnh giải thể, xã Cao Chương được sáp nhập vào huyện Trùng Khánh.

## Hành chính
Xã Cao Chương được chia thành 9 xóm: Bản Pát, Đoỏng Giài, Khuổi Luông, Nà Ý, Sơn Lộ, Tài Nam 1, Tài Nam 2, Tân Lập, Thang Sặp.